# St. Helena
St. Helena (englisch auch Saint Helena oder St Helena, Aussprache (BE): [ˌsɪntəˈliːna]) ist eine Insel vulkanischen Ursprungs im Südatlantik. Sie bildet mit der Insel Ascension und der Inselgruppe Tristan da Cunha das Britische Überseegebiet St. Helena, Ascension und Tristan da Cunha.

## Geographie
Die Insel St. Helena ist 1859 km von Afrika (Angola) und 3286 km von Südamerika (Recife, Brasilien) entfernt. Sie liegt auf der Afrikanischen Platte. Die Entfernung von Jamestown nach Georgetown auf Ascension beträgt 1297 km, von Jamestown nach Edinburgh of the Seven Seas auf Tristan da Cunha 2442 km.

### Orte
Neben den Orten, deren Namen denen der Distrikte entsprechen, gibt es noch einige wenige weitere Orte wie Ruperts und Scotland. Der größte Ort ist nicht die Hauptstadt Jamestown mit 629 Einwohnern (Stand 2016), sondern deren Vorort Half Tree Hollow mit 984 Einwohnern (Stand 2016). Zusammen vereinigt diese „Hauptstadtregion“ etwa 35 Prozent der Inselbevölkerung auf sich.

### Nebeninseln
Entlang der Küste liegen zahlreiche Nebeninseln, Eilande und Felsen, darunter Castle Rock, Speery Island, The Needle, Lower Black Rock, Upper Black Rock (Süden), Bird Island (Südwesten), Black Rock, Thompson’s Valley Island, Peaked Island, Egg Island, Lady’s Chair, Lighter Rock (Westen), Long Ledge (Nordwesten), Shore Island, George Island, Rough Rock Island, Flat Rock (Osten), The Buoys, Sandy Bay Island, The Chimney, White Bird Island und Frightus Rock (Südosten), alle innerhalb einer Distanz von einem Kilometer von der Küste.

### Landschaft und Umwelt
Die höchste Erhebung der 123,28 km² großen Insel ist der 818 m hohe Diana’s Peak; jedoch gibt es weitere Gipfel mit über 500 m Höhe.
Die isolierte Lage der Insel – nur einen Schritt entfernt von einer Satelliten-Kolonie im Weltraum, wie Edward O. Wilson fand – hat eine Tier- und Pflanzenwelt entstehen lassen, die durch eine hohe Anzahl endemischer Arten und Gattungen geprägt ist. Mehr als 400 ausschließlich auf St. Helena heimische Arten sind bisher bekannt; allein unter den Bedecktsamern auf St. Helena gibt es 36 endemische Arten.
Nach der Entdeckung der unbewohnten Insel Anfang des 16. Jahrhunderts kam es durch menschlichen Einfluss zu einer zunehmenden Zerstörung der natürlichen Vegetation. Hierbei lassen sich mehrere Phasen unterscheiden:
- 1502–1659: Störung der Vegetation in den tieferen Lagen durch die Beweidung durch eingeführte Säugetiere, vor allem Ziegen
- 1659–1750: Zerstörung der Commidendrum-Wälder durch den Bedarf der Siedler an Bau- und Feuerholz
- 1860–1930: Rodung der Baumfarn- und Melanodendron-Bestände in den Höhenlagen über 600 m zugunsten von Phormium tenax-Plantagen
- seit 1930: Verdrängung einheimischer Arten durch die weitere Ausbreitung eingeschleppter Arten wie Phormium tenax, Buddleja madagascariensis und Fuchsia coccinea

Zu den endemischen Pflanzenarten der Insel gehören der St. Helena Redwood (Trochetiopis erythroxylon), Baby’s Toes (deutsch: Babyzehen) (Hydrodea cryptantha) sowie Black Cabbage (deutsch: Schwarzkohl) (Melanodendron integrifolium). Einige andere endemische Pflanzenarten sind in historischer Zeit ausgestorben, so etwa die Moorglöckchenart Wahlenbergia roxburghii und inzwischen auch der St.-Helena-Olivenbaum (Nesiota elliptica), dessen letzte Exemplare an Pilzerkrankungen zugrunde gingen.
Ebenfalls ausgestorben sind eingeführte Kokospalmen, die einmal in Jamestown und Sandy Bay wuchsen. 1985 wurde eine Schiffsladung von 100 Kokosnüssen von der Karibikinsel Antigua wieder eingeführt und in Rupert's Bay angepflanzt. Sie mussten besonders vor der weißen Fliege (Aleurotrachelus atratus) geschützt werden. 2002 erkrankten sie jedoch und heute gibt es keine Kokospalmen mehr auf St. Helena.
Das einzige endemische Wirbeltier der Insel ist der St.-Helena-Regenpfeifer (Charadrius sanctaehelenae), von den Inselbewohnern Wirebird genannt. Er ist zugleich das National- und Wappentier der Insel. Einige der endemischen Tierarten sind in den letzten Jahren ausgestorben, wie der weltgrößte Ohrwurm, der St.-Helena-Riesenohrwurm.
Heute ist die Insel vorwiegend mit Gras und Büschen bedeckt. Es wird versucht, die geringen Reste der einheimischen Vegetation in den höheren Lagen der Insel zu schützen. 1996 wurde das Gebiet von Diana’s Peak zum Nationalpark erklärt. Aufgrund ihrer ökologischen Einmaligkeit steht die Insel seit Januar 2012 auf der Vorschlagsliste zum Welterbe der UNESCO.

### Klima
Es herrscht mildes ozeanisches Klima.
|                       | Jan  | Feb  | Mär  | Apr  | Mai  | Jun  | Jul  | Aug  | Sep  | Okt  | Nov  | Dez  |   |      |
| Mittl. Tagesmax. (°C) | 21,4 | 22,3 | 22,4 | 21,7 | 20,6 | 19,0 | 17,9 | 17,4 | 17,6 | 17,7 | 18,5 | 19,8 | ⌀ | 19,7 |
| Mittl. Tagesmin. (°C) | 16,3 | 17,3 | 17,5 | 17,0 | 15,9 | 14,5 | 13,4 | 13,0 | 13,1 | 13,2 | 13,9 | 15,0 | ⌀ | 15   |
|                       |      |      |      |      |      |      |      |      |      |      |      |      |   |      |
| Niederschlag (mm)     | 48   | 62   | 83   | 59   | 56   | 75   | 75   | 63   | 47   | 33   | 25   | 31   | Σ | 657  |
|                       |      |      |      |      |      |      |      |      |      |      |      |      |   |      |
| Sonnenstunden (h/d)   | 4,9  | 6,3  | 5,7  | 5,0  | 5,2  | 4,1  | 3,5  | 3,0  | 1,9  | 2,2  | 2,4  | 3,9  | ⌀ | 4    |
|                       |      |      |      |      |      |      |      |      |      |      |      |      |   |      |
| Regentage (d)         | 9    | 8    | 9    | 14   | 5    | 12   | 13   | 9    | 9    | 7    | 4    | 6    | Σ | 105  |
|                       |      |      |      |      |      |      |      |      |      |      |      |      |   |      |
| Luftfeuchtigkeit (%)  | 85   | 86   | 85   | 84   | 82   | 82   | 82   | 83   | 83   | 84   | 84   | 84   | ⌀ | 83,7 |

| 16,3 |

| 17,3 |

| 17,5 |

| 17,0 |

| 15,9 |

| 14,5 |

| 13,4 |

| 13,0 |

| 13,1 |

| 13,2 |

| 13,9 |

| 15,0 |

| 16,3 |

| 17,3 |

| 17,5 |

| 17,0 |

| 15,9 |

| 14,5 |

| 13,4 |

| 13,0 |

| 13,1 |

| 13,2 |

| 13,9 |

| 15,0 |

## Geschichte

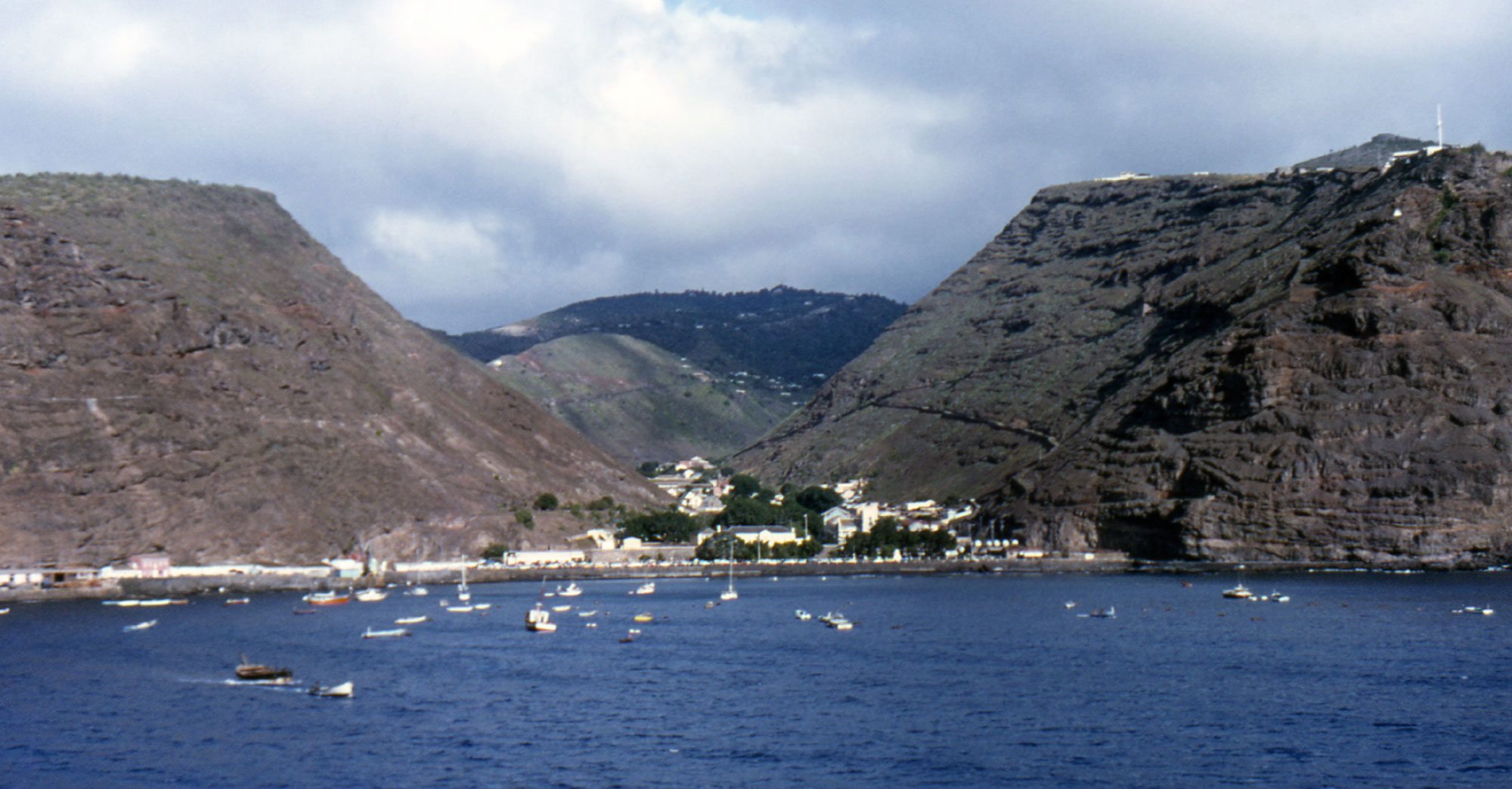
Blick auf die Bucht und den Hafen von Jamestown im Jahr 1985

St. Helena war bis ins 16. Jahrhundert wegen ihrer Abgeschiedenheit und aufgrund ihrer Steilküsten eine unbewohnte Insel. Im Mai 1502 entdeckte sie der aus Galicien stammende Seefahrer João da Nova als Kommodore einer portugiesischen Flotte von vier Naos auf der Rückreise von Indien. Er benannte die Insel nach St. Helena, der als Heilige verehrten Mutter Kaiser Konstantins, auf deren Namenstag die Entdeckung fiel. Die Portugiesen ankerten in der heutigen James Bay, landeten an und erbauten einige Häuser sowie eine Kapelle. Sie ließen ihre Kranken zurück, gründeten aber keine dauerhafte Siedlung auf der Insel, und erreichten Lissabon im September gleichen Jahres. Existenz und Lage der Insel wurden einige Zeit geheim gehalten, um sich ihre strategische Bedeutung zu sichern. Zum ersten dauerhaften Bewohner der Insel wurde ein portugiesischer Soldat, Fernão Lopes, der vom Gouverneur von Goa wegen Verrats hart bestraft worden war. Dieser wurde auf dem Rückweg nach Portugal im Jahr 1516 bei einem Zwischenstopp auf St. Helena ausgesetzt. Er blieb allein auf der Insel zurück und verstarb dort um 1546.
Der erste Engländer auf der Insel war Thomas Cavendish, der am 8. Juni 1588 mit seinem Schiff Desire vom Pazifik kommend vor St. Helena Anker warf und zwölf Tage blieb. Er beschrieb die Insel als „irdisches Paradies“; sie war von nun an kein Geheimnis mehr. 1591 erreichte James Lancaster die Insel. Um 1600 gaben die Portugiesen St. Helena auf. Sofort danach wurde es von den Niederländern besetzt. Die niederländische Besetzung dauerte bis 1651. 1659 nahm die Britische Ostindien-Kompanie die Insel in Besitz und errichtete das Fort (Jamestown) sowie eine Garnison. 1673 besetzten die Niederländer St. Helena erneut, wurden jedoch bald von den Engländern vertrieben. Die Kompanie, der die Insel offiziell gehörte, baute große Farmen auf, auf denen viele Schwarze und Chinesen arbeiteten. Der Reichtum St. Helenas vergrößerte sich, denn wegen der sicheren Lage wurden große Mengen Goldes aufbewahrt und reiche Kaufleute residierten auf der Insel. Unter den Gouverneuren gab es auch Hugenotten wie Stéphane Poirier, der vergeblich versuchte, Wein anzubauen. Der Astronom Edmond Halley besuchte die Insel in dieser Zeit. Nach ihm wurde Halley’s Mount benannt.
Ab dem 17. Jahrhundert bildete sich auf St. Helena eine Kultur des exzessiven Trinkens insbesondere von Arrak und Arrak-basierten Punschen heraus, in deren Zusammenhang die Sterbe- und Krankheitsrate auf der Insel ein hohes Niveau erreichte. Gegen Maßnahmen der Regierung, den exzessiven Alkoholkonsum einzudämmen, rebellierten 1783 und 1811 jeweils in der Weihnachtszeit Soldaten der Garnison. In beiden Fällen wurden die Aufstände niedergeschlagen und zahlreiche Beteiligte hingerichtet.

### Verbannungsort

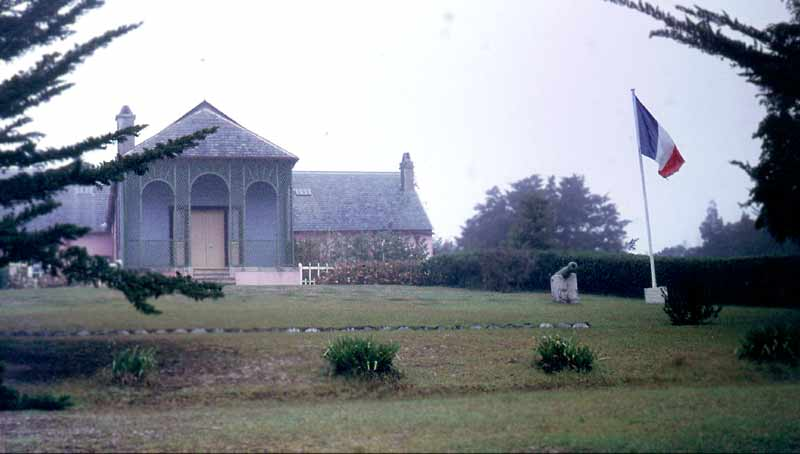
Longwood House, Napoleons Aufenthaltsort während der Verbannung; heute Residenz des französischen Konsuls und Museum

Die Insel St. Helena war in der Geschichte mehrfach Verbannungsort von Staatsoberhäuptern und anderen Persönlichkeiten.
- Napoleon:  1815 wählte die britische Regierung St. Helena als Verbannungsort Napoleons, der im Oktober 1815 dorthin deportiert wurde und bis zu seinem Tod am 5. Mai 1821 im Longwood House lebte. Während Napoleons Verbannung wurde die Insel vollständig von Großbritannien verwaltet, und auch der Gouverneur Hudson Lowe wurde von der Krone ernannt. Danach wurde St. Helena an die Britische Ostindien-Kompanie zurückgegeben. Am 22. April 1834 ging St. Helena in den Besitz der britischen Krone über. 1858 wurde der Verbannungswohnsitz Napoleons auf Veranlassung seines damals regierenden Neffen Napoleon III. vom französischen Staat für 7100 Pfund erworben. Seitdem residiert der französische Konsul im Longwood House.[19]

- Zuluherrscher:  Von Bedeutung war St. Helena zeitweise auch für das südafrikanische Volk der Zulu. Zwei Zulukönige lebten vorübergehend auf der Insel: Dinuzulu ka Cetshwayo von 1887 bis 1896 (Zwangsaufenthalt) und Goodwill Zwelithini kaBhekuzulu, der aus Angst vor Attentaten von 1968 bis 1971 Zuflucht auf der Insel suchte.
- Burenmilitärs:  Von 1900 bis 1902 war der Buren-General Piet Cronjé mit tausend seiner Soldaten auf der Insel interniert. Darunter befand sich Oberst Schiel, der dort seine Memoiren schrieb,[20] und 24 französische Kriegsgefangene.
- Sultan von Sansibar:  Auch Chalid ibn Barghasch, der 1896 für wenige Tage Herrscher des Sultanats Sansibar war, hielten die Briten von 1917 bis 1921 hier gefangen.[21]

## Bevölkerung

Pass für Bürger von St. Helena

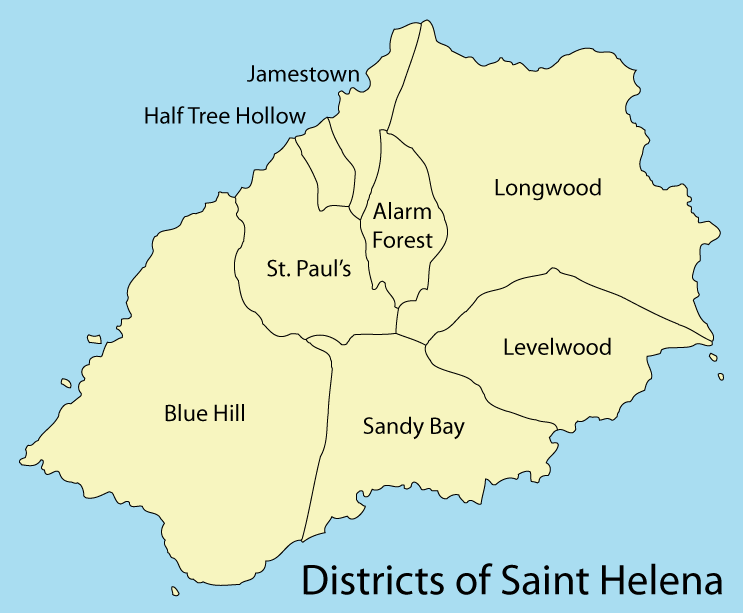
Distrikte von St. Helena

St. Helena hat de jure geschätzt 4439 Einwohner (Stand 2021), wovon 4188 den St.-Helenischen Status haben.

## Verwaltung

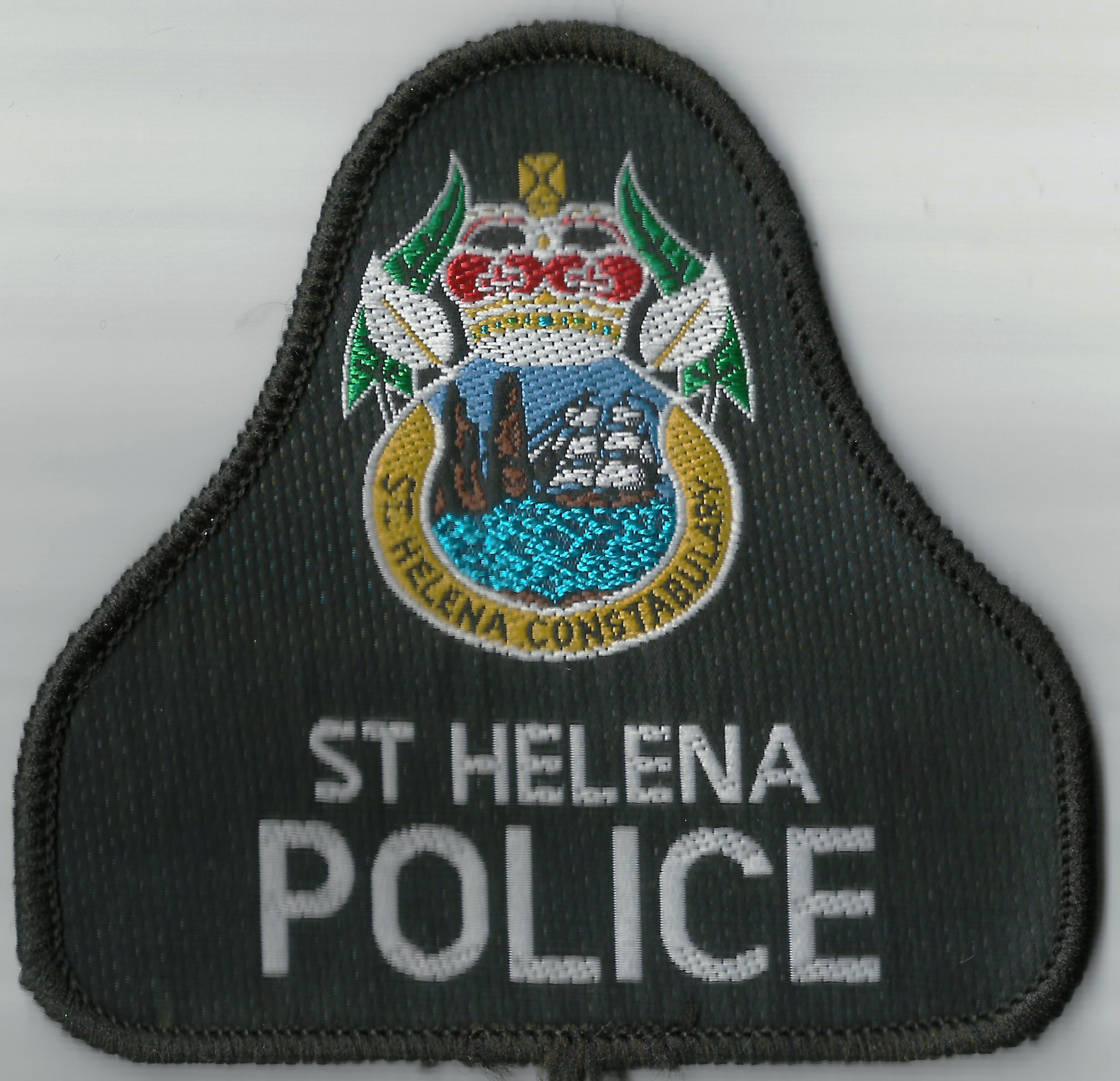
Schulterabzeichen der Polizei

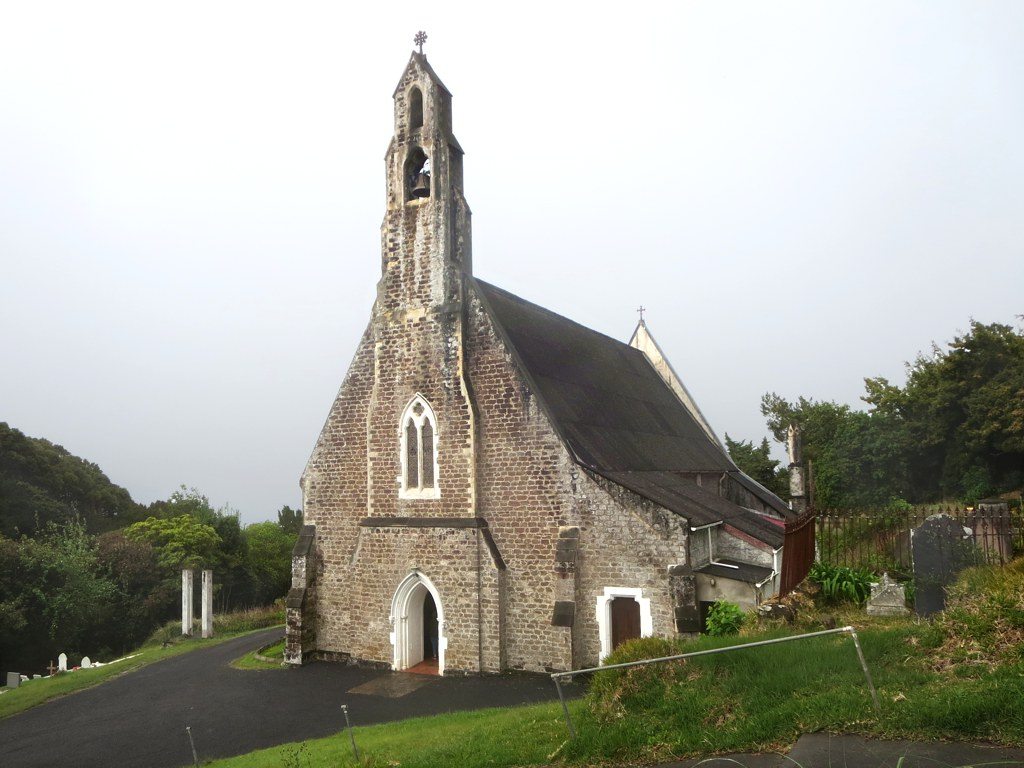
St.-Pauls-Kathedrale im Distrikt St. Paul’s

Die Insel (d. h. das Verwaltungsgebiet St. Helena einschließlich der kleinen küstennahen Inseln und Felsen) gliedert sich in acht Distrikte, die jedoch keine Rechte als eigenständige Verwaltungseinheiten haben. Vor allem dienen die Distrikte als statistische Einheiten; bis 2013 fungierten sie auch als Wahlbezirke (englisch electoral areas). Die vier einwohnerstärksten Wahlbezirke entsandten jeweils zwei Vertreter in den Inselrat (englisch island council), die übrigen vier jeweils einen.

## Infrastruktur

### Seeverkehr
St. Helena war vor der Eröffnung des kommerziellen Betriebs des Flughafens im Oktober 2017 nur per Schiff erreichbar. Neben einigen Kreuzfahrtschiffen, die an der Insel anlegen, gab es eine regelmäßige Verbindung im Drei-Wochen-Takt von und nach Kapstadt mit dem Postschiff St. Helena, wofür eine Fahrzeit von fünf Tagen pro Strecke benötigt wurde. Mit diesem erfolgte auch die Versorgung der Insel. Die St. Helena beendete diesen Dienst am 18. Februar 2018. Dieses Schiff verkehrte ebenfalls regelmäßig zwischen St. Helena und Ascension. Der Güterverkehr wird seitdem monatlich durch ein Frachtschiff sichergestellt. Zunächst war dies für fünf Jahre die von AW Ship Management betriebene Helena. Da AW Ship Management den auf fünf Jahre angelegten Verkehrsvertrag nicht verlängern wollte, wurde anschließend für etwa ein Jahr die von Meihuizen International betriebene Maria da Paz eingesetzt, bevor ein neuer, wieder über fünf Jahre laufender Vertrag mit der Reederei MACS Maritime Carrier Shipping geschlossen wurde. MACS Maritime Carrier Shipping setzt für den Dienst die Karoline ein.
Für den Bau des Flughafens wurde eine Anlegestelle für Frachtschiffe, die Rupert’s Wharf an der Rupert’s Bay nördlich von Jamestown, errichtet und in eine permanente Pier ausgebaut, an der die gesamten Schiffsladungen zur Insel, einschließlich des Treibstoffs für den Flugverkehr, entladen werden.

### Flughafen
St. Helena erhielt 2016 erstmals einen Flughafen. Der Flugbetrieb beendet seit Oktober 2017 die Rolle der RMS St Helena als einziger Verkehrsverbindung zur Außenwelt. Starke Scherwinde erschweren aber das Anfliegen des Flughafens durch größere Flugzeuge, sodass die kommerzielle Eröffnung des Flugbetriebs erst am 14. Oktober 2017 und mit einem kleineren Flugzeug stattfand. Es besteht eine wöchentliche Flugverbindung über Windhoek nach Johannesburg und Kapstadt sowie seit dem 18. November 2017 eine monatliche Flugverbindung nach Ascension mit einem Flugzeug des Typs Embraer E-190. Durch die eingeschränkte Nutzbarkeit des Flughafens wird die gewünschte finanzielle Unabhängigkeit der Insel durch wachsenden Tourismus kontrovers gesehen.

### Schulen

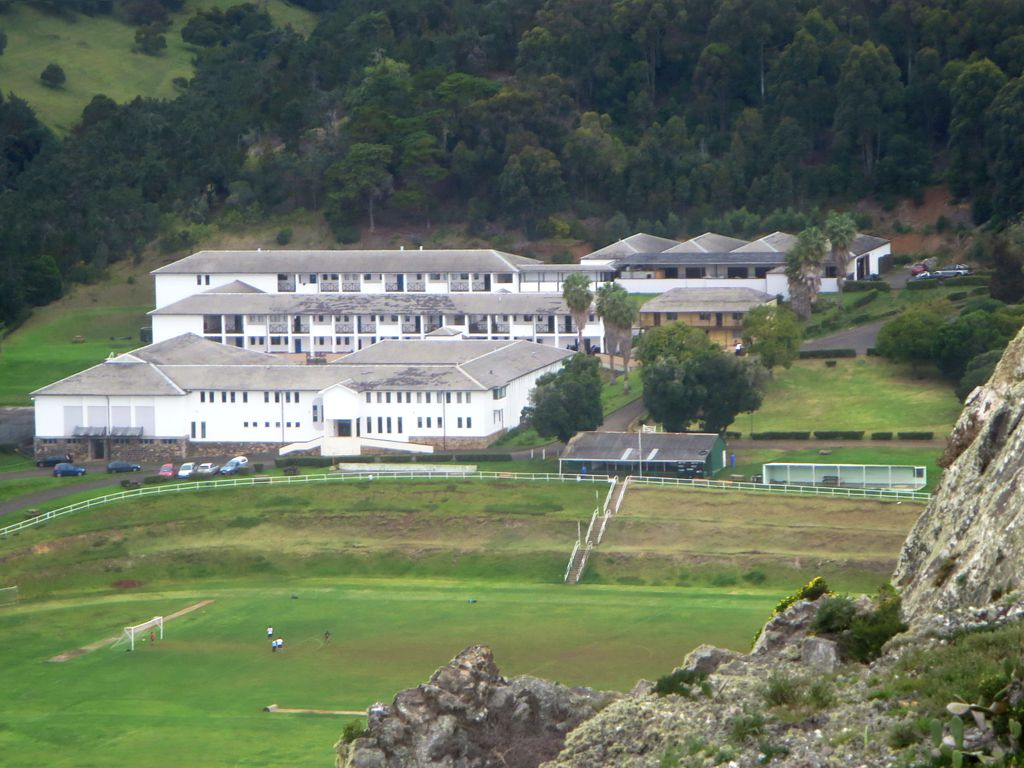
Prince Andrew School

Es gibt drei Grundschulen für Schüler im Alter von 4 bis 11 Jahren: Harford Primary School in Longwood, Pilling Primary School in Jamestown und St. Paul’s Primary School im Distrikt St. Paul’s sowie eine Sekundarschule für Schüler im Alter von elf Jahren und darüber, Prince Andrew School in Francis Plain.

### Krankenhaus
Es gibt ein Krankenhaus in Jamestown, das Saint Helena General Hospital.

### Kommunikation
Im September 2015 wurde erstmals ein Mobilfunknetz auf der Insel in Betrieb genommen. Die Telekommunikationsinfrastruktur auf der Insel wird vom Unternehmen Sure South Atlantic der Batelco Group betrieben.
Per Satellit sind 30 digitale TV-Sender zu empfangen (Stand Juli 2021), darunter BBC World News und Programme aus Südafrika.
Eine Anbindung an das Seekabel South Atlantic Express Cable (SAEx) war seit 2017 geplant. Die Anlandung des Equiano-Seekabel von Google fand 2021 statt; am 1. September 2023 wurde es in Betrieb genommen.
Seit 2020 gibt es mit Saintel einen Internetdienstanbieter, der als lokales Unternehmen firmiert.

#### Amateurfunk
Ein 1967 gegründeter Kurzwellensender hat Anfang 2000 seinen Dienst eingestellt. Seit November 2006 wurde ein neuer Sender für den so genannten RSD (Radio St. Helena Day) eingesetzt, der früher regelmäßig stattfand. Gesendet wurde seitdem einmal gegen Ende des Jahres mit einem 1-kW-Sender, der vom deutschen Funkamateur und Kurzwellenhörer Robert Kipp (DJØPU) beschafft und installiert worden war. Der Termin für die Sendung im Jahr 2009 war der 14. November. Der KW-Sender wurde für die Zeit von 20 Uhr bis 1 Uhr UTC aktiviert. Die Sendungen wurden auf der Frequenz 11.092,5 kHz in USB ausgestrahlt. Korrekte Empfangsberichte an den Leiter der Station Gary Walters wurden stets mit QSL-Karte bestätigt, wenn Rückporto (5 €-Schein) beilag. Das Präfix von St. Helena für den Amateurfunk ist „ZD7“.

### Energieversorgung
Im Jahr 2017 wurden rund 75 % des Stroms auf St. Helena durch sechs Dieselgeneratoren des Kraftwerks in Rupert’s mit einer Leistung von 7600 kW erzeugt. Daneben werden 20 bis 30 % der Elektrizität durch zwölf Windkrafträder in der Deadwood Plain erzeugt. Die Windkrafträder sind jedoch von geringer Größe, bedingt durch enorme Logistikprobleme, sie auf die Insel zu schaffen (Größe der Schiffskräne, sehr kurvige Straßen). Die Erzeugung elektrischer Energie durch Solarzellen begann 2012 und nimmt stetig zu. 2017 werden 7,5 % des Stroms über Solarkraftanlagen generiert. Die Stromleitungen verlaufen teils ober-, teils unterirdisch.

## Medien
Auf St. Helena gibt es zwei Hörfunksender sowie zwei Wochenzeitungen (Stand Februar 2016). Der Radiosender Saint FM, der 2005 gegründet wurde, stellte seinen Betrieb Ende 2012 ein. Nur wenig später gründete sich, auf Wunsch vieler Einwohner, der freie Radiosender Saint FM Community Radio. Dieser ging erstmals am 11. März 2013 auf Sendung. SAMS Radio 1 ist seit 13. Februar 2013 auf Sendung. Der Sender gehört zum Medienunternehmen South Atlantic Media Services. Mit dem The St Helena Independent und dem The Sentinel erscheinen jeweils donnerstags zwei Wochenzeitungen auf der Insel.

## Wirtschaft
Finanziell ist die Insel weitgehend auf die Unterstützung Großbritanniens angewiesen. Hauptindustriezweige sind der Fischfang und die Fischverarbeitung. Der Export von Fisch machte 2019/20 83 % des Exportvolumens von 354.000 Pfund Sterling aus. Das Bruttoinlandsprodukt betrug 2018/19 38,6 Millionen Pfund, was einem BIP pro Kopf von 8230 Pfund entspricht.
Das Durchschnittseinkommen lag 2020 bei 8690 Pfund, die Inflationsrate bei 1,1 % (2020).
Der Tourismus wird, seit Eröffnung des Flughafens, zu einem der wichtigsten Wirtschaftszweige ausgebaut. Während 2017 noch 4266 Reisende auf die Insel kamen, waren es 2019 bereits 5135. Hiervon kamen etwa 80 Prozent per Flugzeug. 141 Unterkunftszimmer stehen (2019/20) zur Verfügung. Die Übernachtungsgäste blieben durchschnittlich 11 Tage und gaben geschätzte 4 Millionen Pfund aus. Als weitere Wachstumssektoren werden das Baugewerbe, Landwirtschaft, Handel, Immobilien und der Dienstleistungssektor genannt.
Zu den bekanntesten Exportprodukten der Insel zählt der St.-Helena-Kaffee, der zu den teuersten der Welt gehört und 2017 30 %, 28.500 Pfund, des gesamten Exporterlöses von 95.000 Pfund ausmachte.

## Sport

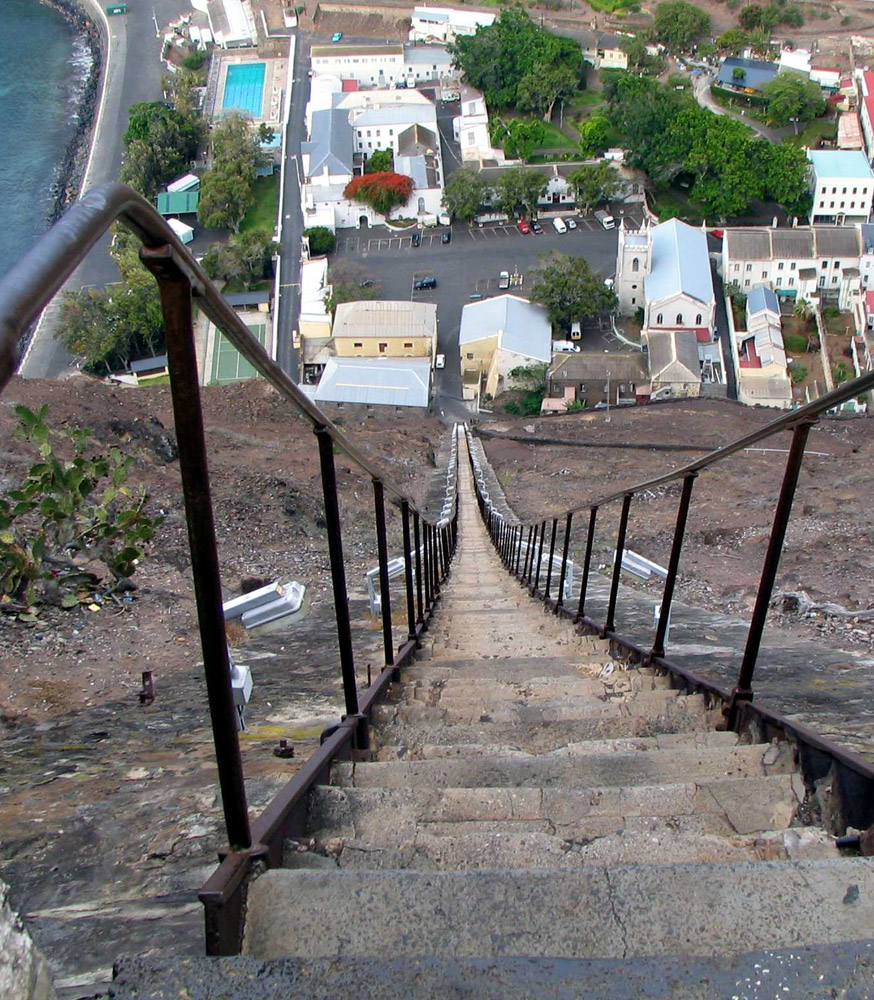
Jakobsleiter

Zu den bekanntesten sportlichen Ereignissen der Insel gehört das jährlich stattfindende St Helena Festival of Running, das auch als „das abgelegenste Rennen der Welt“ bezeichnet wird. Hierbei werden die 699 Stufen der Jakobsleiter von Jamestown auf den Ladder Hill sowie der höchste Gipfel der Insel, Diana’s Peak, erklommen. Zudem muss ein Marathon oder Halbmarathon bewältigt werden. Außerdem gibt es einen Triathlon in und um Jamestown.